# (4070) Rozov
(4070) Rozov – planetoida z pasa głównego asteroid okrążająca Słońce w ciągu 3 lat i 139 dni w średniej odległości 2,25 j.a. Została odkryta 8 września 1980 roku w Krymskim Obserwatorium Astrofizycznym w Naucznym na Półwyspie Krymskim przez Ludmiłę Żurawlową. Nazwa planetoidy pochodzi od Wiktora Siergiejewicza Rozowa (1913-2004), rosyjskiego dramaturga. Przed nadaniem nazwy planetoida nosiła oznaczenie tymczasowe (4070) 1980 RS2.